# Лесная Васильевка
Лесная Васильевка — село в Мелекесском районе Ульяновской области России. Входит в состав Тиинского сельского поселения.

## География
Село находится в восточной части Левобережья, в лесостепной зоне, в пределах Низкого Заволжья, на левом берегу реки Тинарки, на расстоянии примерно 25 километров (по прямой) к северу от города Димитровграда, административного центра района. Абсолютная высота — 145 метров над уровнем моря.
Климат
Климат характеризуется как умеренно континентальный, с тёплым летом и умеренно холодной зимой. Средняя температура воздуха самого тёплого месяца (июля) — 20 °C (абсолютный максимум — 39 °C); самого холодного (января) — −13,8 °C (абсолютный минимум — −47 °C). Продолжительность безморозного периода составляет в среднем 131 день. Среднегодовое количество атмосферных осадков составляет 406 мм. Снежный покров образуется в конце ноября и держится в течение 145 дней.
Часовой пояс
Село Лесная Васильевка, как и вся Ульяновская область, находится в часовой зоне МСК+1. Смещение применяемого времени относительно UTC составляет +4:00.

## История
В 1780 году, при создании Симбирского наместничества, слобода Васильевская, при речке Тинарки, жители в ней поселенные отставные из полевых полков, вошла в состав Ставропольского уезда.
С 1796 года — в Симбирской губернии.
На 1859 год слобода Васильевка во 2-м стане Ставропольского уезда Самарской губернии (с 1851), есть часовня.
На 1900 год село Васильевка в Хмелевской волости, есть церковь, земская школа, 1 водяная и 3 ветряных мельниц. 

## Население
| 1859 | 1889  | 1897  | 1910  | 2010 |
| ---- | ----- | ----- | ----- | ---- |
| 890  | ↗1535 | ↘1379 | ↗1792 | ↘79  |

Национальный состав
Согласно результатам переписи 2002 года, в национальной структуре населения русские составляли 90 % из 94 чел.

## Достопримечательности
Здание торговой лавки, кон. XIX в.; Дом крестьянский, кон. XIX в.; Дом крестьянский с торговой лавкой, кон. XIX в.; Здание ветряной мельницы, нач. XX в.; 